# Experimentum crucis
Experimentum crucis (łac. eksperyment krzyżowy, eksperyment rozstrzygający, dosł.  próba krzyża ) – doświadczenie, które w jednoznaczny sposób rozstrzyga, która z konkurencyjnych teorii naukowych jest prawdziwa, a która fałszywa. Przeprowadzenie experimentum crucis jest zwykle planowane w sytuacji, gdy pojawia się nowa teoria podważająca obowiązujący paradygmat. Intencją eksperymentatorów nie zawsze jest chęć potwierdzenia nowej teorii. Czasem eksperyment bywa przeprowadzany w celu usunięcia sprzeczności w obowiązującej teorii. Tak było na przykład z doświadczeniem Michelsona i Morleya. Celem tych badaczy było wykrycie obecności eteru, a skutkiem – stwierdzenie stałości prędkości światła w układzie źródła, niezależnie od jego ruchu. Ten wniosek, z kolei, stał się podwaliną szczególnej teorii względności. Albert Abraham Michelson i Edward Morley podejmując swoje badania, nie przewidywali ich skutków. Eksperyment ich stał się experimentum crucis dopiero po fakcie, gdy nowa teoria ujrzała światło dzienne.
Inaczej było z ogólną teorią względności, która najpierw została sformułowana przez Einsteina i długo nie była akceptowana przez wielu uczonych. Eksperymentami, które rozstrzygnęły o poprawności tej teorii były obserwacje zaburzeń orbity Merkurego, a także zarejestrowanie zakrzywienia światła gwiazd przez Słońce.
Również wcześniejszym eksperymentom można przyznać miano rozstrzygających. Należeć do nich może doświadczenie Galileusza wykazujące stałość przyspieszenia ziemskiego.
Obecnie w fizyce są również teorie oczekujące na naukową weryfikację, jak na przykład teoria strun.